# Condado de McIntosh (Geórgia)
O Condado de McIntosh é um dos 159 condados do Estado americano de Geórgia. A sede do condado é Darien, e sua maior cidade é Darien. O condado possui uma área de 1 488 km², uma população de 10 847 habitantes, e uma densidade populacional de 10 hab/km² (segundo o censo nacional de 2000). O condado foi fundado em 19 de dezembro de 1793.